# Steen Stig Lommer
Steen Stig Lommer (* 26. August 1960 in Kopenhagen) ist ein dänischer Schauspieler und Theaterdirektor.

## Leben und Karriere
Steen Stig Lommer ist der Sohn des Regisseurs Stig Lommer und der Schauspielerin Lone Hertz. Die Beziehung seiner Eltern endete im Jahr 1961. Danach wuchs Lommer bei seiner Mutter und ihrem Ehemann, dem Schauspieler Axel Strøbye, mit zwei jüngeren Geschwistern auf. Aus der Ehe seines Vaters hat er ebenfalls zwei Geschwister.
Steen Stig Lommer absolvierte von 1981 bis 1984 in Kopenhagen seine Schauspielausbildung. Seit 1985 war Lommer als Schauspieler vor der Kamera in bisher über 70 Film-und-Fernsehproduktionen zu sehen. Er ist in Dänemark auch ein gefragter Theaterschauspieler. Seit 2004 ist Lommer der Direktor des Gronnegards-Theaters. 2009 wurde er mit dem Teaterpokalen ausgezeichnet.
Lommer war mit der Schauspielerin Charlotte-Michele Grenzer verheiratet. Die Ehe blieb kinderlos. In zweiter Ehe ist er mit der Schauspielerin Penille Albæk Andersen (* 1974) verheiratet. Lommer ist der Cousin von Anders Peter Bro, Nicolas Bro und Laura Bro, die ebenfalls als Schauspieler tätig sind.
Er lebt in Kopenhagen.

## Filmografie (Auswahl)
- 1995: Fæhår og Harzen
- 1995: Alletiders nisse
- 1998: Pas på mor
- 2004–2006: Der Adler – Die Spur des Verbrechens (Ørnen: En krimi-odyssé, Fernsehserie)
- 2006: Helmer & Søn
- 2009: Der Pakt (Pagten, Fernsehserie)
- 2009: Store drømme (Fernsehserie)
- 2012: Julestjerner (Fernsehserie)
- 2017: Mercur (Fernsehserie)